# Oldenlandia intonsa
Oldenlandia intonsa là một loài thực vật có hoa trong họ Thiến thảo. Loài này được Halford mô tả khoa học đầu tiên năm 2002.